# São João da Praça
São João da Praça é uma paróquia e antiga freguesia da cidade de Lisboa. Foi extinta em 24 de Dezembro de 1885 e anexada à freguesia da Sé.

## Património
- Igreja de São João da Praça